# Diemen
Diemen er en kommune og en by i Holland, i provinsen Nordholland. Kommunen har ca. 24.000 indbyggere. Kommunen er en del af byområdet omkring Amsterdam.